# Liste der Mitglieder der National Academy of Sciences/1931
Im Jahr 1931 wählte die National Academy of Sciences der Vereinigten Staaten 10 Personen zu ihren Mitgliedern.

## Neugewählte Mitglieder
- Henry Bryant Bigelow (1879–1967)
- Edwin B. Fred (1887–1981)
- Edwin C. Kemble (1889–1984)
- Adolph Knopf (1882–1966)
- Robert Lowie (1883–1957)
- Joseph H. Moore (1878–1949)
- Robert Lee Moore (1882–1974)
- Hermann Muller (1890–1967)
- George L. Streeter (1873–1948)
- Margaret F. Washburn (1871–1939)